# Augustine (cantante)
Augustine, pseudonimo di Fredrik Gustafsson (Jörlanda, 16 agosto 1996), è un cantante svedese.

## Biografia
Augustine ha esordito nell'industria discogafica con l'album in studio Weeks Above the Earth, pubblicato nella seconda metà del 2021 e candidato per due riconoscimenti ai Grammis, uno per l'album dell'anno e l'altro per il pop alternativo dell'anno.
Nell'ottobre 2023 viene reso disponibile per il consumo il secondo LP, intitolato Youth and Why It Ends.

## Discografia

### Album in studio
- 2021 – Weeks Above the Earth
- 2023 – Youth and Why It Ends

### EP
- 2019 – Wishful Thinking

### Singoli
- 2019 – Luzon
- 2019 – A Scent of Lily
- 2019 – Guts
- 2020 – Picking Up Speed
- 2020 – Coast
- 2020 – Coast/Luzon
- 2021 – Prom
- 2021 – Summer Wine
- 2021 – Fragrance
- 2022 – New World Coming
- 2023 – Mary Cookins
- 2023 – Sun in Her Eyes
- 2023 – Woman
- 2023 – Teach Me
- 2024 – Spacer